# 韋斯頓 (愛達荷州)
韋斯頓（英語：Weston）是一個位於美國愛達荷州富蘭克林縣的城市。

## 地理
韋斯頓的座標為42°02′10″N 111°58′30″W / 42.03611°N 111.97500°W，而該地的平均海拔高度為1446米（即4744英尺）。

## 人口
根據2010年美國人口普查的數據，韋斯頓的面積為4.43平方千米，當中陸地面積為4.42平方千米，而水域面積為0.01平方千米。當地共有人口437人，而人口密度為每平方千米98.65人。